# Alexander Donat
Alexander Donat (ur. 1905 w Warszawie, zm. 16 czerwca 1983 w Nowym Jorku) – pochodzący z Polski żydowski działacz społeczny.

## Życiorys
Podczas okupacji niemieckiej trafił do warszawskiego getta. Później był więziony w obozach koncentracyjnych. Został wyzwolony przez Amerykanów z obozu koncentracyjnego w Dachau. Powrócił do Warszawy, gdzie odnalazł żonę i syna, który został przez przyjaciół umieszczony w katolickim sierocińcu. 
Razem z rodziną wyemigrował do Stanów Zjednoczonych, tam zaangażował się w działalność upamiętniającą ofiary Zagłady Żydow. W 1977 był współzałożycielem „Biblioteki Holokaustu” („The Holocaust Library”), organizacji non-profit potępiającej prześladowania i gromadzącej osobiste świadectwa losów Żydów w czasie II wojny światowej.
Swoje doświadczenia z czasów II wojny światowej zawarł w książkach:
- „Jewish Resistance” („Żydowski ruch oporu”) (1964),
- „Holocaust Kingdom” („Królestwo Holokaustu”) (1965),
- „The Death Camp Treblinka” („Obóz śmierci w Treblince”) (1979).